# Вилхелм (Майнц)
Вилхелм (на немски: Wilhelm, * 929, † 2 март 968) от Отонската династия, е архиепископ на Майнц (954 – 968).

## Биография
Той е син на младия император Ото I Велики и една знатна славянка от вендите.
Вилхелм е каноник в катедралата в Хилдесхайм (Долна Саксония). На 17 декември 954 г. е избран за архиепископ на Майнц. От папа Агапет II е признат за апостолски викар, негов заместник в Германия. Баща му го прави ерцкапелан.
Около 960 г. Вилхелм основава „Августинския-Хорхерен-Щифт“ при „Ст. Мартин“ в Хайлигенщат. Той умира през 968 г. в Ротлебероде и е погребан в Албан-базиликата до Майнц.